# ロンホ県
ロンホ県（ロンホけん、ベトナム語：Huyện Long Hồ / 縣龍湖）は、ベトナム社会主義共和国ヴィンロン省の県。面積は196.59km²、人口は160,537人（2018年）である。

## 行政区画
1市鎮14社から構成される。